# منشأة القيسي
قرية منشأة القيسي هي إحدى القرى التابعة لمركز بني مزار بمحافظة المنيا في جمهورية مصر العربية. حسب إحصاءات سنة 2006، بلغ إجمالي السكان في منشأة القيسي 1597 نسمة، منهم 837 رجلا و760 امرأة.